# نیکولائه مارتینسکو
نیکولائه مارتینسکو (انگلیسی: Nicolae Martinescu؛ ۲۴ فوریه ۱۹۴۰ – ۱ آوریل ۲۰۱۳) کشتی‌گیر فرنگی اهل رومانی بود.
وی در مسابقات کشوری و بین‌المللی در مجموع برندهٔ ۲ مدال طلا، ۲ مدال نقره، ۵ مدال برنز شده‌است.